# Skulpturensammlung und Museum für Byzantinische Kunst
Die Skulpturensammlung und das Museum für Byzantinische Kunst (Name der Gesamtabteilung: Skulpturensammlung und Museum für Byzantinische Kunst) ist eine Spezialsammlung der Staatlichen Museen zu Berlin – Preußischer Kulturbesitz und beherbergt im Bode-Museum einen der weltweit bedeutendsten Bestände an Bildwerken von der Spätantike bis zum beginnenden 19. Jahrhundert.

## Geschichte
Wie die meisten Sammlungen der Staatlichen Museen zu Berlin geht die Skulpturensammlung in ihrem Grundbestand auf den Kunstbesitz der brandenburgisch-preußischen Herrscher zurück. 1828 wurde für das in Gründung befindliche Museum die römische Sammlung des Königlich-Preußischen Generalkonsuls Jakob Ludwig Salomon Bartholdy angekauft. Diese enthielt neben einem bemerkenswerten Bestand antiker Kleinkunst auch eine Reihe von Majoliken und Skulpturen der italienischen Frührenaissance. All diese Bestände waren bei der Eröffnung des Museums der Antikenabteilung angeschlossen und bildeten noch keine eigenständige Sammlung.
Erst als der italienische Maler Cesare Mussini dem Museum 1839 zwei italienische Quattrocento-Büsten schenkte, wollte man den Bestand ausbauen und ergänzen. Eine hervorragende Möglichkeit dafür ergab sich 1841/1842, als Gustav Friedrich Waagen, der sich auf einer Einkaufsreise für die Gemäldegalerie in Italien befand, in Venedig rund 80 Bildwerke aus der Sammlung des venezianischen Antiquars Francesco Pajaro angeboten wurden, die dieser für 13.260 Franc erwarb. Diese Sammlung enthielt Sarkophage aus der Langobardenzeit, byzantinische Architekturelemente, venezianische Dekorationselemente und Reliefs, vier Büsten von Alessandro Vittoria, eine Altartafel von Jacopo Sansovino und die beiden berühmten Schildhalter des Tullio Lombardo, die dieser für das Grabmal des Dogen Andrea Vendramin geschaffen hatte. In Berlin war man von dieser Erwerbung begeistert und ermächtigte Waagen, neben Gemälden auch weitere Bildwerke anzukaufen, so dass er auf seiner Italienreise noch etwa 25 weitere Werke der italienischen Frührenaissance erwarb, darunter ein Mädchenkopf von Mino da Fiesole und die berühmte Büste der Marietta Strozzi von Desiderio da Settignano. 1844 erwarb der preußische Gesandte Alexander von Minutoli das Apsismosaik aus der Kirche San Michele in Affrisco in Ravenna.

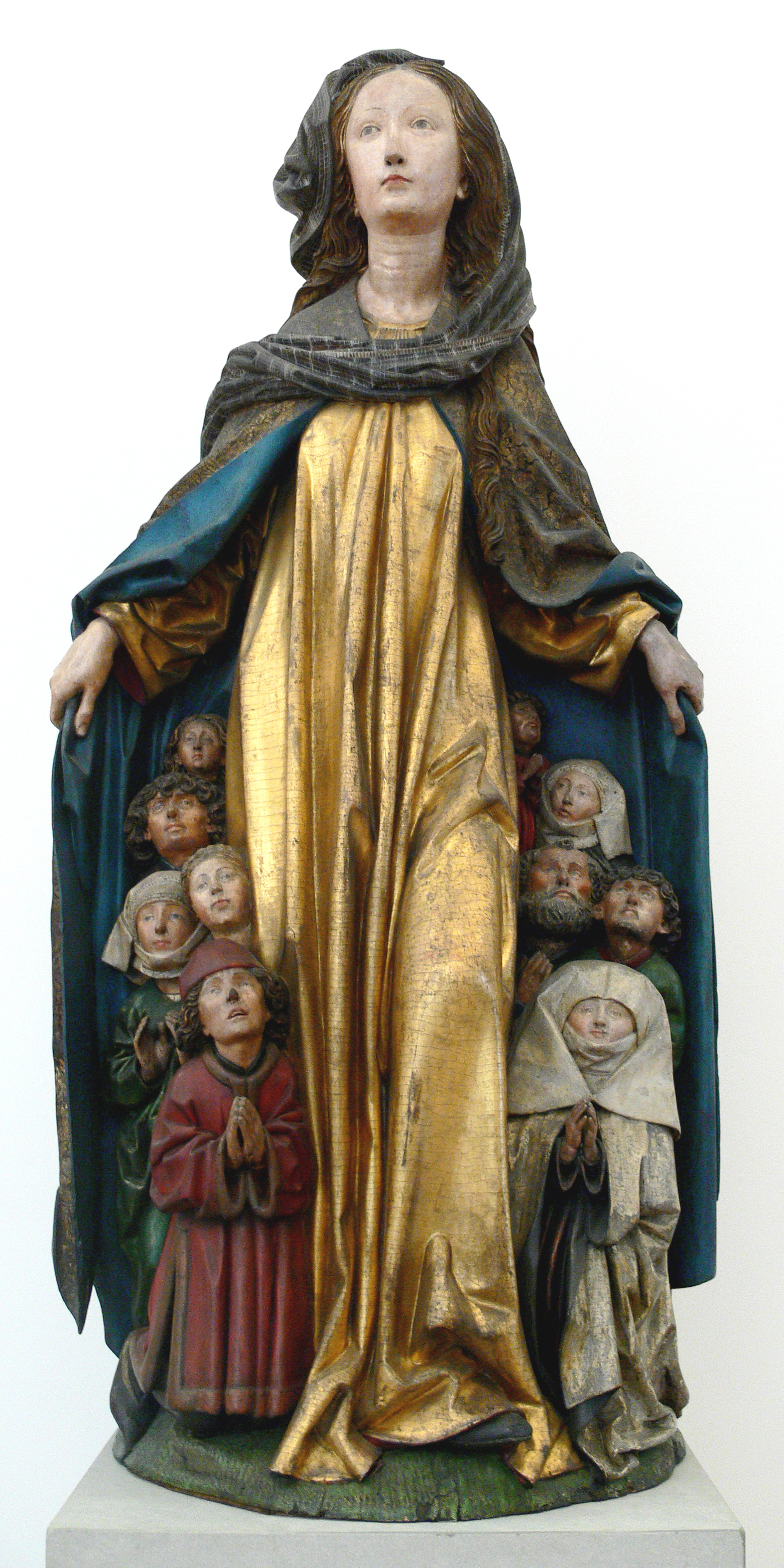
Ravensburger Schutzmantelmadonna, um 1480

Mit dem Erwerb bedeutender nordalpiner Bildwerke für die später an das Berliner Museum überführte Kunstkammer, darunter die 1850 gezielt angekaufte spätgotische Ravensburger Schutzmantelmadonna, wurde bereits der Grundstein für den späteren Ausbau der Skulpturenabteilung als gesamteuropäische Sammlung gelegt. 1859 wurden die Skulpturen aus dem Alten Museum in das Neue Museum überführt.
Nach diesen Ansätzen stagnierte der weitere Aufbau der Sammlung, da man allgemein die irrige Meinung vertrat, dass keine bedeutenden Originalwerke mehr zum Verkauf stünden. Zwar war der Generaldirektor der Königlichen Museen Ignaz von Olfers ein bekennender Liebhaber italienischer Skulpturen, doch wollte er diese vornehmlich durch Gipsabgüsse präsentieren. So gelangten in den Folgejahren nur wenige weitere Werke in die Sammlung, darunter das Modell eines Flussgottes von Giovanni Bologna und die große Büste Papst Alexander VI. die lange Zeit als Werk von Pasquale da Caravaggio galt. Dies änderte sich erst, als 1872 Wilhelm Bode zum Assistenten von Julius Meyer, dem neuen Direktor der Gemäldegalerie, berufen wurde und er damit für die Renaissance-Abteilung der Skulpturen verantwortlich war. Bode begleitete Meyer 1872/1873 auf seiner Einkaufstour für das Berliner Museum nach Italien und war dabei für den Erwerb der Büste des Malers Carlo Maratta von Francesco Maratti Padovano und einem Kopf Benedikt XIV. von Pietro Bracci verantwortlich, der den Skulpturenbestand zeitlich bis ins 18. Jahrhundert ausdehnte und damit bereits andeutete, welcher Umfang dem jungen Museumsmann für eine Skulpturensammlung vorschwebte.
In den Folgejahren erwarb Bode in schneller Reihenfolge mit der Marmorbüste des Niccolò Strozzi von Mino da Fiesole, der aus Ton gebrannten Büste des Filippo Strozzi von Benedetto da Maiano, der Büste einer Prinzessin von Neapel von Francesco Laurana und der Bronzestatuette Johannes des Täufers von Donatello einige der bekanntesten italienischen Werke für die Skulpturensammlung. 1875 gelangten mit der endgültigen Auflösung der königlichen Kunstkammer zahlreiche weitere Objekte an die Museen. Parallel dazu wurden eine Reihe weiterer Werke aus den königlichen Schlössern in Museumsbesitz überführt. So gelangten zahlreiche Arbeiten aus Elfenbein und Werke von Tilman Riemenschneider, Conrat Meit, niederländische Bildwerke und auch wieder eine Reihe italienischer Arbeiten in die öffentlichen Berliner Sammlungen. 1879 gelang Bode der Ankauf der berühmten Marmorstatue des jugendlichen Johannes (Kriegsverlust), den er für den berühmten Giovannino von Michelangelo Buonarotti hielt, dessen Autorenschaft aber immer umstritten blieb, bis das Werk endgültig als Arbeit eines Florentiner Nachfolgers anerkannt wurde.
Ab 1885 war Bode alleiniger Leiter der Skulpturenabteilung. Er bemühte sich verstärkt darum, die nachantiken Bildwerke und die auf verschiedene Abteilungen verteilten Kunstwerke der frühchristlich-byzantinischen Epoche in einer neuen, eigenständigen Sammlung, der Abteilung der Bildwerke der christlichen Epochen, zu vereinigen. Gleichzeitig forcierte er den Erwerb weiterer Werke, zu denen neben weiteren italienischen Arbeiten auch verstärkt deutsche Arbeiten der Gotik und Renaissance gehörten. Ab den 1890er Jahren verfolgte Bode das Anliegen, die qualitativ und quantitativ bestehende Lücke zwischen Antike und Mittelalter zu schließen und auch die Abteilung spätantiker und byzantinischer Kunst in den Berliner Museen auf einen höheren Stand zu heben. In der Folge erfolgten zahlreiche gezielte Ankäufe in Konstantinopel, Ägypten und auch Rom. Dabei bediente er sich der Kennerschaft von Gelehrten wie Josef Strzygowski und Oskar Wulff. Des Weiteren wurden die Berliner Ausgräber in Kleinasien angewiesen, bei ihren Funden verstärkt nach passenden Objekten Ausschau zu halten und diese für Berlin zu sichern.
Daneben engagierte sich Bode auch verstärkt beim Ausbau der reichen Berliner Privatsammlungen, aus denen die Berliner Sammlung später zahlreiche Schenkungen erhielt. Zu den namhaftesten Gönnern der Sammlung gehörten vor allem Eduard und James Simon, Adolf von Beckerath, August Karl Graf von Dönhoff-Friedrichstein, Alfred Beit, Richard von Kaufmann, August Freiherr von der Heydt und Alfred Thiem. Ab 1897 wuchs die Sammlung erheblich durch die finanzielle Unterstützung des von Bode gegründeten Kaiser Friedrich Museumsvereins.

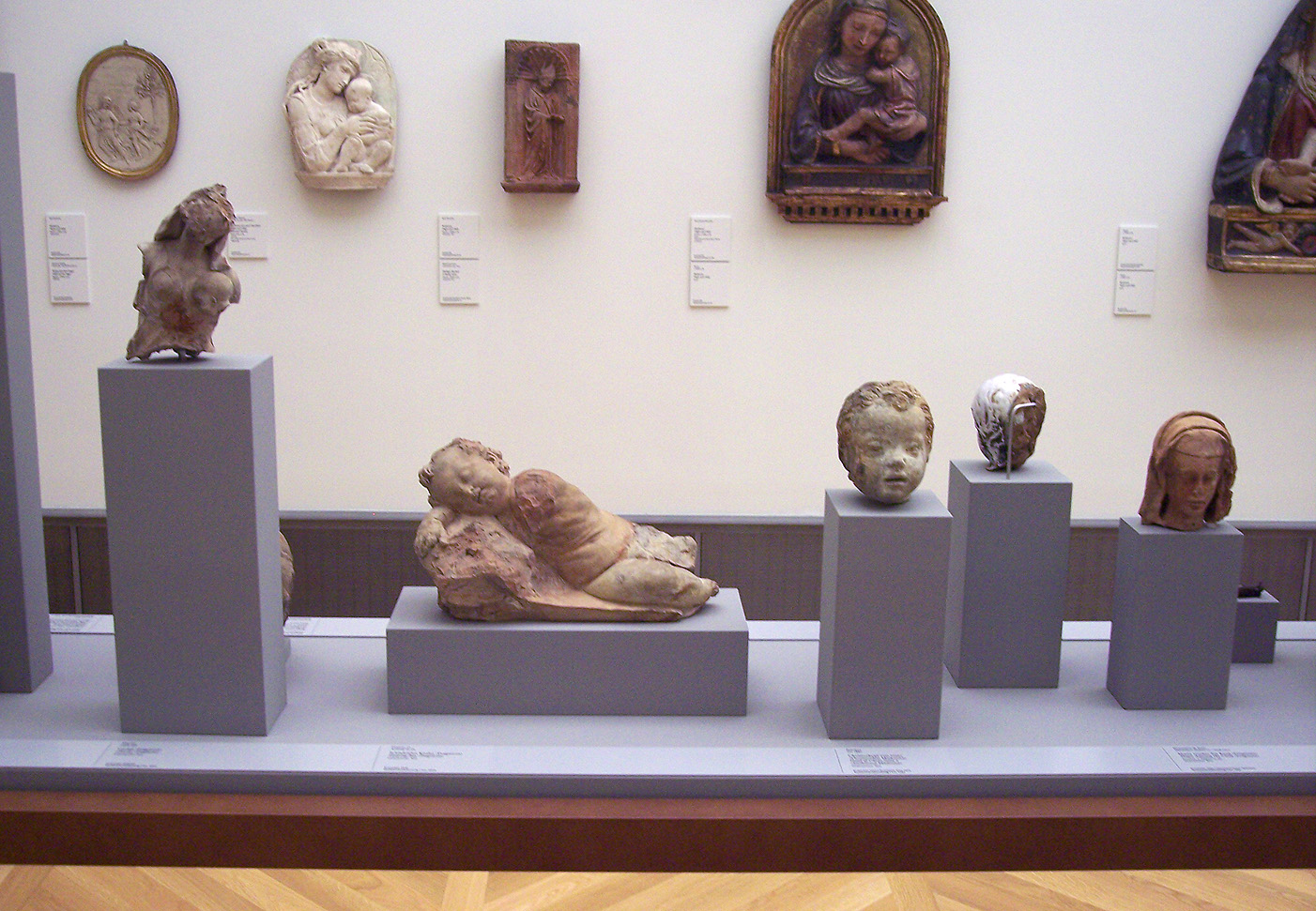
Vitrine mit im Zweiten Weltkrieg schwer beschädigten italienischen Skulpturen

Mit der Eröffnung des Gebäudes des Kaiser-Friedrich-Museums (heute Bode-Museum) im Jahr 1904 bezog die Sammlung erstmals ein eigenes Haus und wurde, vor allem im Bereich der italienischen Frührenaissance in sogenannten Stilräumen, zusammen mit Bildern der Gemäldegalerie, sowie Möbeln, originalen oder nachempfundenen Architekturelementen, Böden, Decken und Gobelins gezeigt.
1906 initiierte Bode dann den Neubau eines Museums für ältere deutsche Kunst(i. e. das Deutsche Museum) als Teil des heutigen Pergamonmuseums, das 1930 eröffnet wurde. Die deutschen, altniederländischen und vorbarocken französischen Bildwerke wurden in das neu entstandene Deutsche Museum überführt, wo sie bis 1939 verblieben. Mit dem Ausbruch des Zweiten Weltkrieges wurde die Sammlung geschlossen und das bewegliche Inventar erst in den Museumskellern und später teilweise in die Flaktürme Zoo und Friedrichshain verbracht. Von dort wurden in den letzten Kriegstagen zahlreiche Kunstwerke, vor allem Kleinplastik, sämtliche Arbeiten aus Elfenbein und spätantiker Schmuck, in die Kalibergwerke Merkers und Grasleben ausgelagert, wo sie den amerikanischen Truppen in die Hände fielen und später nach Wiesbaden verbracht wurden. Die im Flakturm Friedrichshain verbliebenen Kunstwerke fielen nach Kriegsende wahrscheinlich zu einem großen Teil einem verheerenden Brand zum Opfer. Zu den verlorenen oder nur noch in Fragmenten erhaltenen Skulpturen gehören Werke aus den Werkstätten von Erasmus Grasser, Tilman Riemenschneider, Veit Stoß, von Paul Egell, Gregor Erhard, Peter Flötner, Jörg Lederer, Hans Leinberger, Benedetto da Maiano, Giovanni Bologna, Desiderio da Settignano, Donatello, Mino da Fiesole, Lorenzo Ghiberti, Francesco Laurana, Giovanni Pisano, Nicola Pisano, Andrea Della Robbia, Luca della Robbia, Antonio Rossellino, Andrea del Verrocchio und Alessandro Vittoria. Viele weitere, heute ausgestellte Werke, zeigen kriegsbedingte kleinere Schäden. Die Abteilung spätantiker und byzantinischer Kunst verlor etwa ein Drittel ihres Bestandes, die Skulpturensammlung rund 1400 Bildwerke.
Wie viele Kunstwerke sich als Beutekunst in Russland oder in Sammlungen an anderen Orten befinden, ist unbekannt. Fest steht nur, dass 39 nach Kriegsende beschlagnahmte Skulpturen von der Sowjetunion nicht zurückgegeben wurden. Darüber hinaus ist eine Objektliste des Puschkin-Museums aus dem Jahr 1955 bekannt, die weitere, ehemals im Flakturm Friedrichshain ausgelagerte Werke nennt, die sich dort vermutlich noch immer befinden. Darunter sind nach neueren Recherchen, die im Rahmen der Erstellung eines Verlustkatalogs vorgenommen wurden, Werke von Donatello (Johannes der Täufer; Die Geißelung Christi), zwei weitere ihm zugeschriebene Werke (Madonna; Amor), von Lorenzo Ghiberti (Karyatide), von Giovanni Pisano (die beiden Sibyllen) von Nicolo Pisano (Erhöhung eines Bischofs), von Mino da Fiesole (Bildnisbüste eines Mädchens), von Luca della Robbia (Madonna Friedrichstein; Genueser Madonna) und von Andrea del Verrocchio (Die Grablegung Christi). Über ihren Zustand ist nichts bekannt. Weitere Kunstwerke, vor allem Kleinplastiken, gingen an den Auslagerungsstätten Salzbergwerk Kaiseroda-Merkers und Salzbergwerk Grasleben verloren. Einige dieser vermissten Werke tauchten nach 1945 im internationalen Kunsthandel auf und konnten teilweise zurückgeführt werden.
Bald nach Kriegsende begann man mit der Bergung und dem Wiederaufbau der Berliner Museen. Eine erste Sichtung der auf der Museumsinsel verbliebenen Kunstgegenstände ergab, dass unter anderem noch 583 Skulpturen vorhanden waren. Dazu kamen weitere 32 Kunstwerke aus der privaten Kunstsammlung Gerhart Bollert und 3 Objekte aus anderen Privatsammlungen, die aus Angst vor Kriegsschäden bei den Staatlichen Museen eingelagert worden waren. In den Jahren 1950 bis 1952 erfolgte, unter Leitung des Kustos Klaus Wessel, die Sichtung der verbliebenen Sammlungsbestände. Im Zentrum dieser Arbeiten stand das weltberühmte Apsismosaik, dass weitgehend in seine Einzelteile zerfallen war. Trotzdem gelang es, das Werk wiederherzustellen. 1952 wurden die spätantiken und byzantinischen Bestände aus dem Verbund mit der Skulpturensammlung ausgegliedert und erhielt den neuen Namen Frühchristlich-byzantinische Sammlung. 1953 konnten Teile der nun zwei Sammlungen erstmals nach Kriegsende wieder der Öffentlichkeit zugänglich gemacht werden. 1958 kehrte ein Teil der in die Sowjetunion verbrachten Kunstwerke auf die Museumsinsel zurück, darunter große Teile der spätantiken Arbeiten und rund 450 Bildwerke aus der Skulpturensammlung. Am 4. Oktober 1959 wurde die erste neue Dauerausstellung der Kunstwerke im Bode-Museum eröffnet.

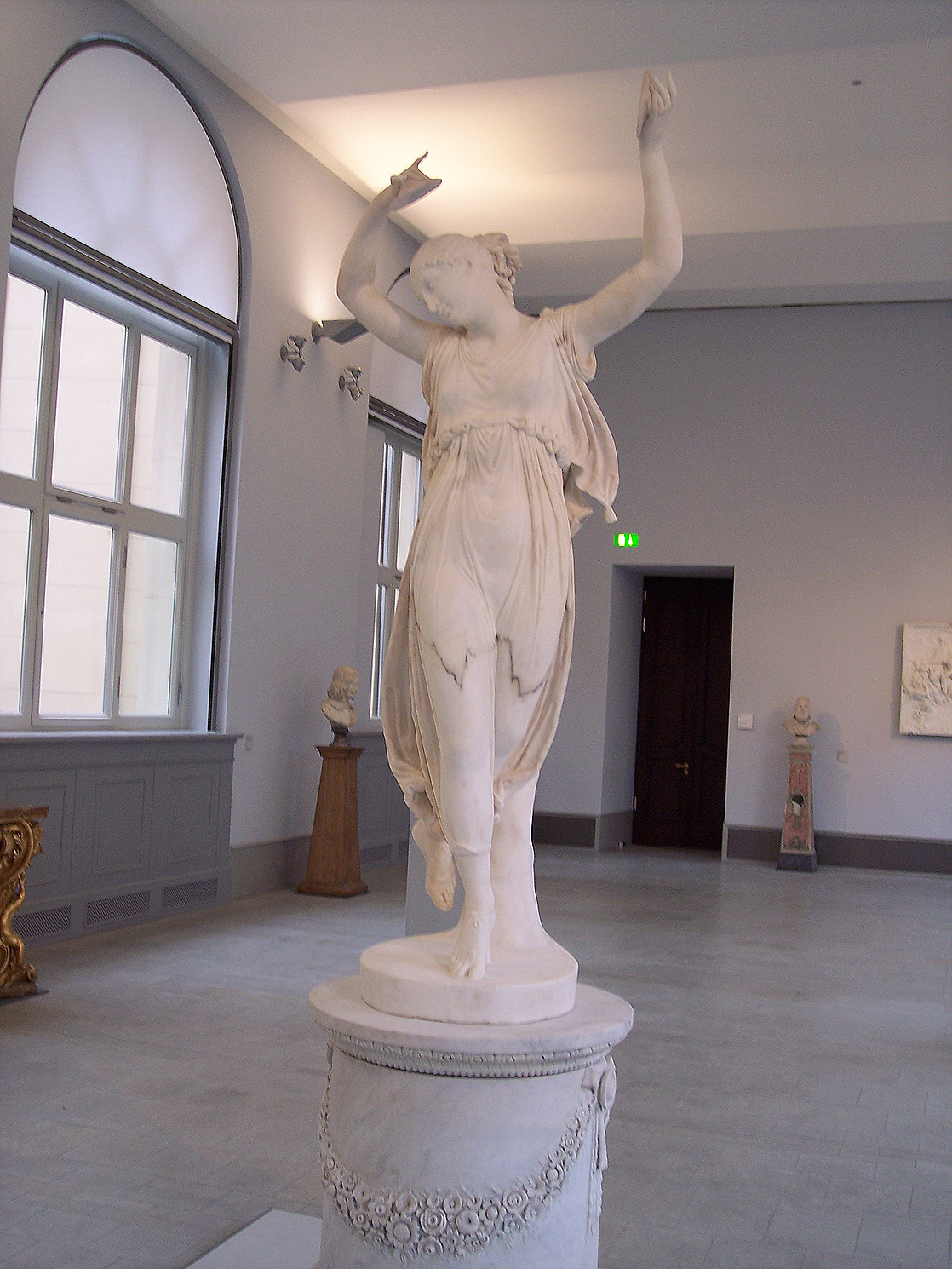
Antonio Canova: Tänzerin, um 1809–1812; erworben 1981.

Die nach Wiesbaden verbrachten Kunstwerke wurden nach 1955 nach West-Berlin zurückgeführt und dort in die Stiftung Preußischer Kulturbesitz eingegliedert. Aus Mangel an geeigneten Räumlichkeiten blieben sowohl die Skulpturen als auch die spätantiken-byzantinischen Kunstwerke zunächst weitgehend magaziniert. Erst nach dem Ausbau des zwischen 1912 und 1916 von Bruno Paul als Asiatisches Museum erbauten Museumsgebäudes in Berlin-Dahlem (heute Museum Europäischer Kulturen) konnten die Kunstwerke ab 1966 wieder teilweise als eigenständiges Ensemble ausgestellt werden.
Trotzdem blieben beide Sammlungen bis 2006 Provisorien. Beide litten unter akutem Raummangel und konnten nur kleine Teile ihrer reichen Bestände öffentlich ausstellen. Ohne die Anbindung an den internationalen Kunstmarkt war es fast unmöglich, die bestehenden Lücken der Sammlung auf der Ost-Berliner Museumsinsel durch Neuerwerbungen zu schließen. Trotzdem gelang es den Museen in der Folgezeit, einige wenige Werk zu erwerben. Die Frühchristlich-byzantinische Sammlung kaufte unter anderem eine frühe russische Bibel und postbyzantinische Ikonen. Daneben profitierte sie von einigen wenigen Überführungen von Exponaten, vor allem kleinen Gebrauchsgegenständen, aus der Antikensammlung und dem Ägyptischen Museum. Die Skulpturensammlung konnte unter anderem um einige Werke von Peter Breuer, aus dem Umkreis von Michael Pacher und aus den Kriegstrümmern geborgene Arbeiten Andreas Schlüters erweitert werden.
Umso reicher war die Erwerbungspolitik der West-Berliner Sammlung. Dort erwarb man bis zur Wiedervereinigung der Sammlungsbestände für die byzantinische Sammlung unter anderem einige Grabreliefs und Sarkophage, ein Relief mit dem leeren Thron Christi, Schrankenplatten, Reliquiare, diverse Alltags- und Gebrauchsgegenstände, Siegel, Medaillons, einige Stofffragmente und eine Reihe postbyzantinischer Ikonen. Die Skulpturensammlung erwarb unter anderem Werke von Giovanni Lorenzo Bernini, Simone Bianco, Giovanni Bologna, Bernardino Cametti, Antonio Canova, Laurent Delvaux, François Duquesnoy, Erasmus Grasser, Francesco Laurana, Michael Pacher, Antonio del Pollaiuolo, Pierre Puget, Camillo Rusconi und Martin Zürn. Dazu kamen  zahlreiche Dauerleihgaben des Kaiser Friedrich-Museums-Vereins, des Fördervereins des Museums.
Im Zuge der Vereinigung von DDR und BRD stand auch die Zusammenführung der geteilten Bestände der Staatlichen Museen zu Berlin auf dem Plan. Trotz der organisatorischen Vereinigung der Sammlungen verblieben die Kunstwerke zuerst auf ihre beiden Standorte verteilt. Die Sammlung Frühchristlich-byzantinischer Kunstwerke wurde zunächst als eigenständiges „Museum für Spätantike und byzantinische Kunst“ geführt. Im Zuge der Verlagerung der Kunstwerke zurück auf die Museumsinsel und der Sanierung des Gebäudes des Bode-Museums wurden die Bestände beider Teilsammlungen ab 1997 deponiert und waren bis auf einige wenige Beispiele auf verschiedenen Ausstellungen weitgehend unzugänglich. Im Jahre 2000 wurden die beiden Teilsammlungen erneut zusammengeführt und erhielten den gemeinsamen Namen Skulpturensammlung und Museum für Byzantinische Kunst. Am 17. Oktober 2006 wurde das Bode-Museum wieder eröffnet und am 19. Oktober der Öffentlichkeit übergeben. Anfang 2007 wurde für die Sammlung Tilman Riemenschneiders Heilige Anna mit ihren Männern Joachim, Kleophas und Salomon erworben; 2008 folgte die Marmorbüste eines jungen Mannes von Baccio Bandinelli; 2009 die Schöne Madonna – Thronende Muttergottes von einem um 1390 in Süddeutschland tätigen Böhmischen Meister.
Direktoren / Leiter
Skulpturensammlung
- 1919–1944: Theodor Demmler
- 1944–1945: Ernst Friedrich Bange
- 1955–1958: Heino Maedebach (Ost-Berlin)
- 1959–1960: Ursel Grohn (Ost-Berlin)
- 1955–1966: Peter Metz (West-Berlin)
- 1966–1987: Edith Fründt (Ost-Berlin)
- 1967–1990: Peter Bloch (West-Berlin)

Frühchristliche Sammlung
- 1930–1933: Wolfgang Fritz Volbach
- 1952–1958: Klaus Wessel (Ost-Berlin)
- 1968–1972: Günther Bröker (Ost-Berlin, Kustos)
- ab 1967 Victor H. Elbern (West-Berlin)
- 1973–1994: Arne Effenberger (Ost-Berlin, dann der wiedervereinigten Sammlung)
- bis 1992: Hans-Georg Severin (West-Berlin)

Skulpturensammlung und Museum für Byzantinische Kunst
- 1994–2007: Arne Effenberger
- 2008–2023: Julien Chapuis (als Leiter)
- 2018–2023: Julien Chapuis (als Direktor)
- 2023–2024: Paul Hofmann (kommissarisch)
- seit 2024: Antje Scherner

## Sammlung
Die Sammlung, hervorgegangen aus der „Abteilung der Bildwerke der christlichen Epochen“, ist im Bode-Museum untergebracht und nimmt dort den Großteil der vorhandenen Räumlichkeiten von annähernd 70 Räumen ein. Es sind 58 Kabinette und Säle zuzüglich Basilika, Kamecke-Halle, Kleiner Kuppelsaal und Kindergalerie. Sechs weitere Räume entfallen auf das Münzkabinett; im Gobelinsaal sind großformatige Gemälde aus dem Bestand der Gemäldegalerie ausgestellt.
Auf einer Ausstellungsfläche von annähernd 6.200 m² werden derzeit rund 1.700 Skulpturen gezeigt, davon etwa 700 Groß- und 1.000 Kleinobjekte sowie rund 300 spätantike und byzantinische Kunstwerke. Die Sammlung umfasst neben spätantiken Werken vor allem deutsche, französische, italienische, niederländische und spanische Bildwerke. Schwerpunkt der Sammlung sind die Werke der deutschen Gotik und Renaissance sowie der italienischen Frührenaissance.
Die Anordnung der Bildwerke ist annähernd chronologisch, wobei die nordalpinen Kunstwerke im Wesentlichen auf den Spreeflügel des Museums und die südalpinen Kunstwerke im Kupfergrabenflügel untergebracht sind. Ebenfalls im Spreeflügel untergebracht sind die byzantinische Sammlung, die vor allem aufgrund des Apsismosaiks an ihre traditionellen Räumlichkeiten gebunden ist, und die Sammlung italienischer Trecento-Werke, die man nun im Kontext zu den spätantiken Werken besser miteinander vergleichen kann.
Im Grundkonzept folgt die Präsentation der Ausstellungsstücke dem von Wilhelm von Bode entwickelten Konzept von Stilräumen, wobei man bemüht war, dieses einer modernen Sichtweise anzupassen. Lediglich die Basilika wurde weitestgehend nach ihrem ursprünglichen Zustand rekonstruiert. Allen anderen Kunstwerken bietet man einen größeren Raum zur Entfaltung. Zwar werden auch diese jetzt wieder in einige zeitgemäß eingerichteten Räume mit originalen Möbeln, Gemälden und Architekturelementen präsentiert, doch orientierte man sich hierbei nun vorwiegend an modernen Ausstellungskonzepten und nicht mehr an die Unterbringung privater, großbürgerlicher Kunstsammlungen, in denen möglichst viele Objekte auf kleinstem Raum untergebracht waren. Eine Ausnahme bildet die Studiensammlung, in der italienische Bildwerke in enger Hängung präsentiert werden. Dort sind in Vitrinen auch zahlreiche, durch Kriegseinwirkung beschädigte Kunstwerke ausgestellt.

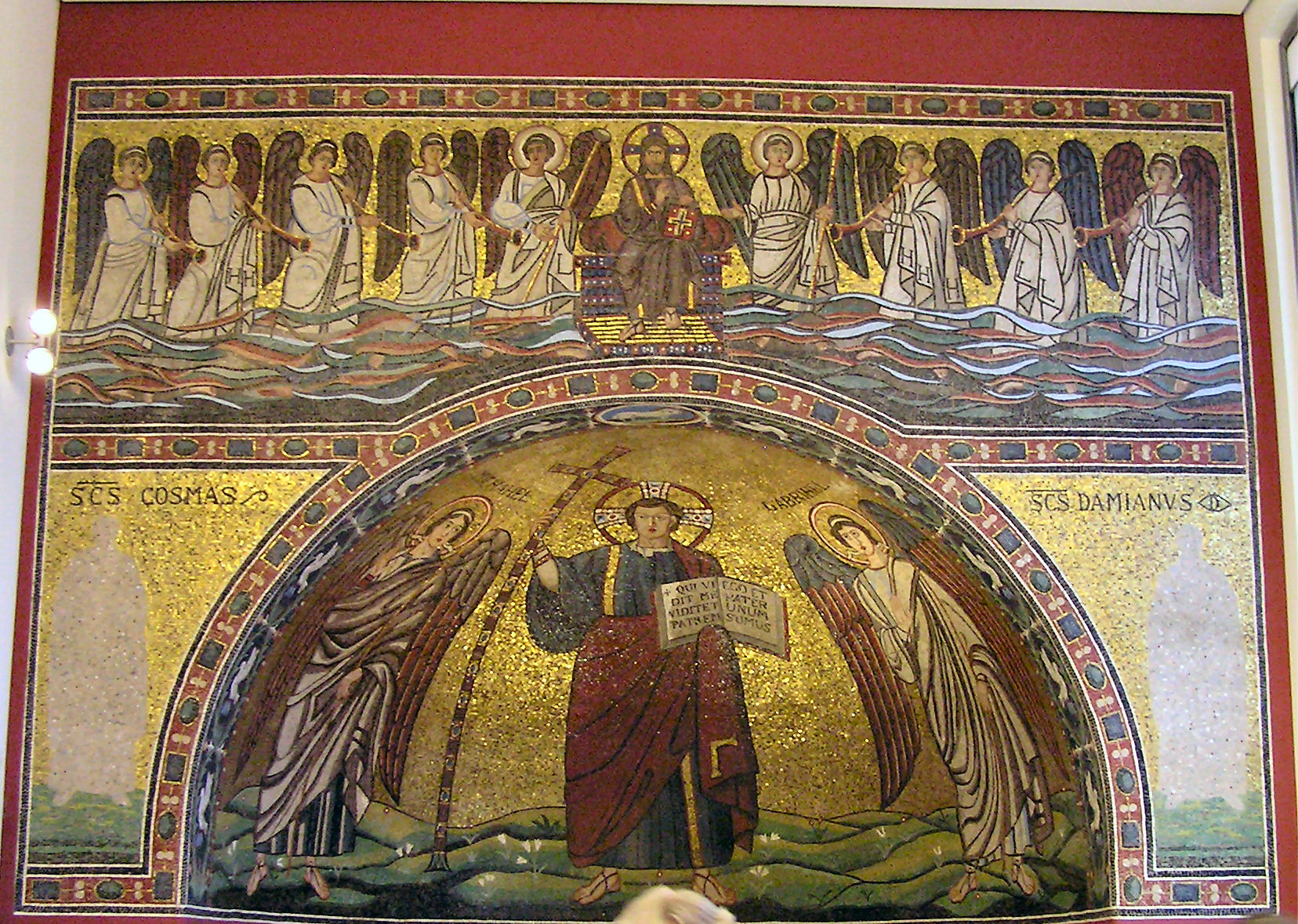
Apsismosaik, 545 gestiftet

### Museum für Byzantinische Kunst
Heute umfasst die in vier Sälen ausgestellte Sammlung Kunstwerke vom 3. bis zum 19. Jahrhundert, von denen derzeit vor allem Objekte bis zum Fall Konstantinopels (1453) ausgestellt sind. Die Exponate sind grob in die folgenden Unterabteilungen eingeordnet:
- Rom und der Westen
- Konstantinopel und das Byzantinische Reich
- Spätantikes und frühbyzantinisches Ägypten

Zu den ältesten ausgestellten Exponaten gehören zahlreiche Sarkophage und Fragmente von solchen, die man in verschiedene Typen einteilen kann. Dies sind vor allem Relief-, Fries- und Säulensarkophage, die mehrheitlich aus dem 3. bis 4. Jahrhundert stammen. Zahlreich vertreten sind Skulpturen, Reliefs und Architekturplastiken sowie eine große Anzahl von Säulenkapitellen. Neben einigen Kaiserporträts aus konstantinischer Zeit gehört vor allem ein Torso aus ägyptischen Porphyr, vermutlich die Statue eines Sohns von Konstantin des Großen, zu den weltberühmten Objekten der Sammlung. Nicht weniger bekannt ist die ebenfalls aus Ägypten stammende und derzeit nicht ausgestellte Statue der Thronenden Isis mit dem Horusknaben, die vermutlich aus einer ehemals heidnischen, in einen Ort der Marienverehrung umgewandelten Kultstätte stammt und vielleicht einen Prototyp der späteren Darstellung der Muttergottes mit dem Christuskind war. Ein ganz besonderes Objekt ist das sogenannte  „Kugelspiel“  aus der Zeit um 500, das man beim Hippodrom von Konstantinopel gefunden hat. Dabei handelt es sich um das heute einzige bekannte Exemplar eines antiken Glücksspielautomaten, mit dem man Pferderennen nachspielen und Wetten abschließen konnte. Ob es vielleicht auch der Auslosung der Plätze beim Wagenrennen diente, ist umstritten. Zu den rätselhaftesten Kunstwerken dieser Zeit zählt das Relief mit der Befreiung einer belagerten Stadt aus dem 5. Jahrhundert, aus Buchsbaumholz, das vermutlich ein reales, bis heute aber nicht gedeutetes historisches Ereignis darstellt. Das bekannteste Kunstwerk der byzantinischen Sammlung ist das 545 gestiftete Apsismosaik mit der Darstellung Christus zwischen den Heiligen Michael und Gabriel. Es wurde im 19. Jahrhundert durch Alexander von Minutoli aus der Kirche San Michele in Affrisco in Ravenna für den preußischen König Friedrich Wilhelm IV. erworben. Besonders reich ist die Sammlung an byzantinischer Kleinkunst aus Elfenbein, an deren Spitze die sogenannte Berliner Pyxis, aus der Zeit um 400, steht. Einen weiteren Schwerpunkt der Sammlung bildet eine kleine aber feine Kollektion von gemalten und Mosaik-Ikonen. Mit der um 600 in Ägypten gemalten Tafel des Bischofs Apa Abraham besitzt die Sammlung eine der ältesten erhaltenen koptischen Temperamalereien überhaupt. Von hoher kunsthistorischer Bedeutung sind auch die gegen 1100 in Byzanz geschaffene Mosaik-Ikone Christus der Barmherzige und eine aus Sizilien stammende Mosaik-Ikone mit dem Gekreuzigten vom Ende des 13. Jahrhunderts. Weitere Beispiele griechischer, italienischer und vor allem russischer Ikonenmalerei vom 14. bis 19. Jahrhundert befinden sich im Depot, ein großer Teil der postbyzantinischen Ikonen ist seit 1999 als Dauerleihgabe im Ikonen-Museum in Frankfurt am Main ausgestellt. Darüber hinaus besitzt die byzantinische Sammlung einen reichhaltigen Fundus an antiken Textilien, meist Fragmente, von denen einige schöne Beispiele ausgestellt sind. Eine zur Sammlung gehörende venezianische Zierplatte aus dem 12. Jahrhundert weist bereits den Weg zur italienischen Kunst des Duecento.

### Skulpturensammlung

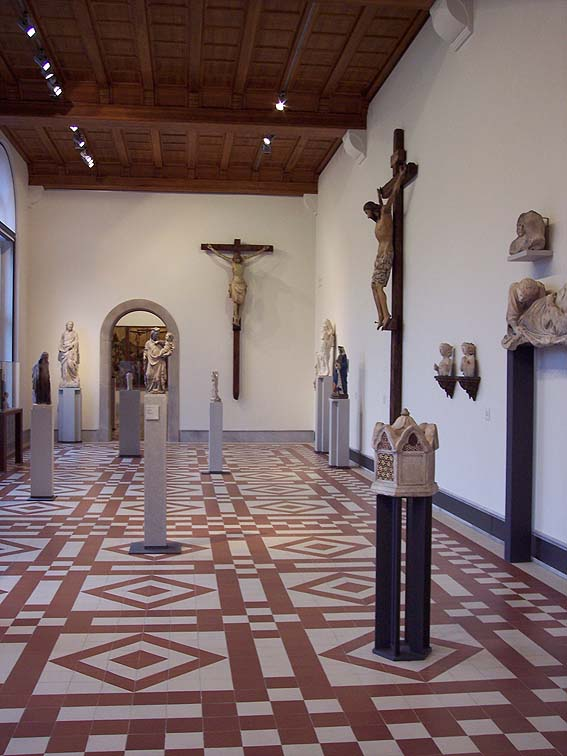
Saal der italienischen Skulpturen des Trecento

Die Skulpturensammlung gehört zu den weltweit größten Sammlungen von Bildwerken und bietet einen umfassenden Überblick über die europäische Kunstgeschichte von der Romanik bis zum Frühklassizismus. Die Sammlung ist nach ihren Herkunftsländern unterteilt und umfasst die Abteilungen:
- Deutsche Bildwerke
- Niederländische Bildwerke
- Französische Bildwerke
- Italienische Bildwerke
- Spanische und portugiesische Bildwerke

#### Deutsche Bildwerke
Die Sammlung deutscher Bildwerke gehört zu den bedeutendsten Sammlungen ihrer Art weltweit und bietet einen umfassenden Überblick über die Bildhauerkunst vom 10. bis zum 18. Jahrhundert. Zu den ältesten Exponaten gehören einige Elfenbeintafeln aus dem 10. und 11. Jahrhundert. Frühe Höhepunkte der Sammlung sind die Stuckreliefs der Westempore der Klosterkirche Gröningen von einem niedersächsischen Meister um 1170 und eine monumentale Kreuzigungsgruppe aus der Moritzkirche in Naumburg von 1220. Weitere bedeutende Arbeiten von heute meist namentlich nicht mehr bekannten Künstlern weisen den Weg ins 15. Jahrhundert, dessen bedeutendste Meister fast vollständig mit einem oder mehreren Werken vertreten sind. Von Hans Multscher findet man eine Heilige Maria Magdalena, von Engeln in den Himmel getragen. Mit mehreren erstklassigen Werken vertreten sind Niclas Gerhaert van Leyden, dessen Hauptwerk, die Dangolsheimer Muttergottes zu den schönsten Exponaten der Berliner Skulpturensammlung zählt, Michel Erhart und vor allem Tilman Riemenschneider, der mit hervorragenden Arbeiten aus allen Schaffensperioden vertreten ist. Das 16. Jahrhundert präsentiert sich mit zahlreichen Arbeiten von Hans Leinberger um den sich so bekannte Namen wie Jörg Lederer, Conrat Meit und Sebastian Loscher gruppieren. Das 17. und 18. Jahrhundert sind durch hervorragende Arbeiten von Paul Egell, Joseph Anton Feuchtmayer, Ignaz Günther, Leonhard Kern, Balthasar Permoser und Andreas Schlüter vertreten.

#### Niederländische Bildwerke
Die Spanne der ausgestellten Werke reicht vom 15. bis ins 18. Jahrhundert und bietet einen guten Überblick über die Kunstfertigkeit niederländischer Plastiker. Neben zahlreichen Bildwerken von heute namentlich nicht mehr bekannten Künstlern findet man dort Werke von Adriaen van Wesel, Artus Quellinus d. Ä. und Adriaen de Vries.

#### Französische Bildwerke
Die Sammlung enthält Werke vom 11. bis zum 18. Jahrhundert. Älteste Exponate sind Arbeiten aus Elfenbein, denen sich zahlreiche kostbare Arbeiten von meist heute namentlich nicht mehr bekannten Künstlern anschließen. Unter den namentlich bekannten Künstlern findet man Werke von Edmé Bouchardon und Jean-Baptiste Pigalle.

#### Italienische Bildwerke

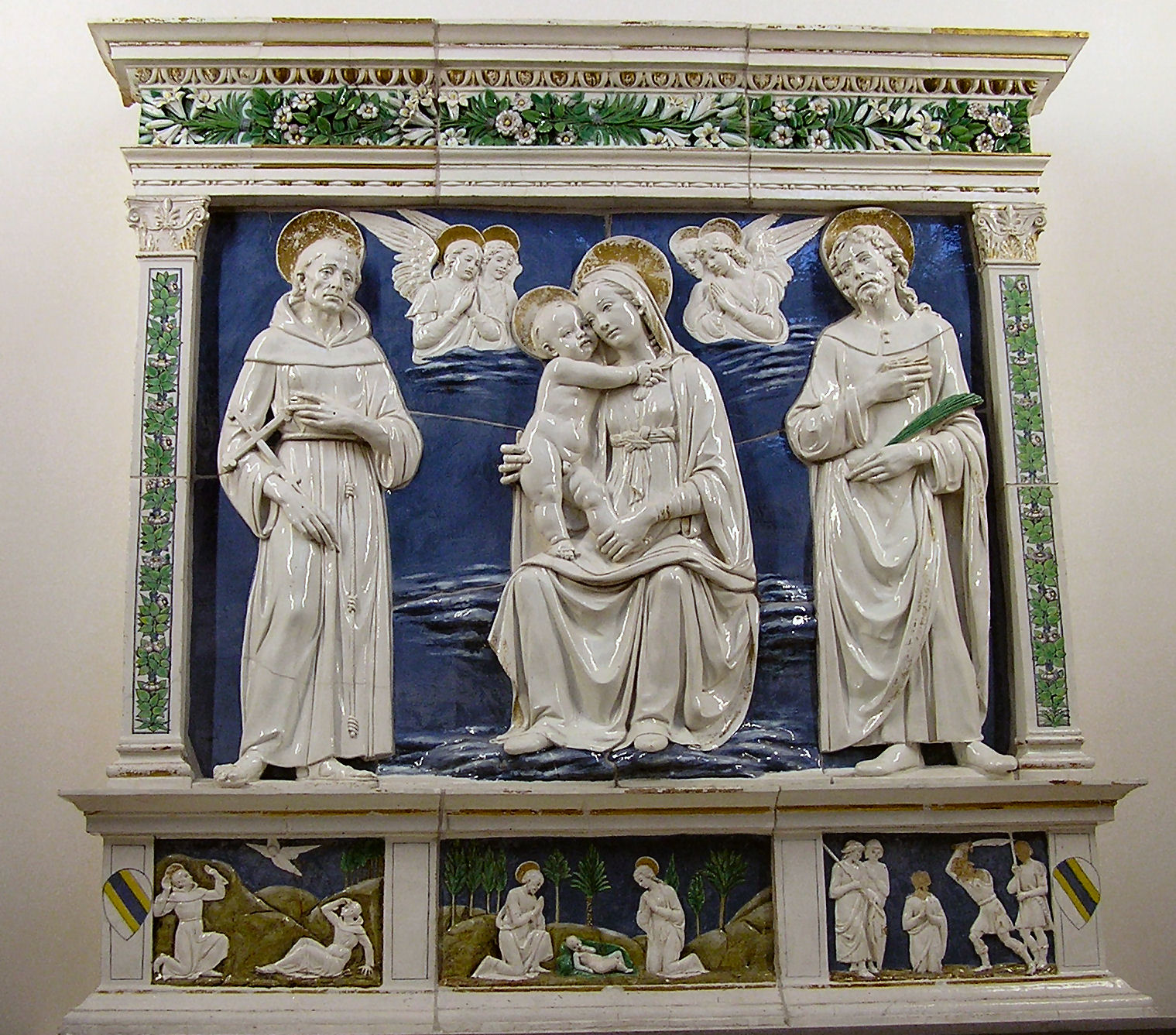
Andrea Della Robbia: Maria mit dem Kind und den Heiligen Franziskus und Kosmas

Die Sammlung umfasst eine reiche Kollektion von Werken des 11. bis zum 18. Jahrhundert und gehört zu den bedeutendsten Sammlungen weltweit. Zu den frühesten bedeutenden Arbeiten gehören ein Elfenbeintäfelchen des sogenannten Paliotto de Salerno und die berühmte Madonna von Presbyter Martinus. Gut vertreten ist das Trecento mit Arbeiten von Niccolò, Giovanni und Andrea Pisano. Ihnen zur Seite stehen bedeutende Werke von Arnolfo di Cambio und das Fragment einer Madonna von Tino di Camaino. Die sich anschließende Sammlung italienischer Quattrocento-Bildwerken ist eine der bedeutendsten weltweit und enthält Werk von fast allen bedeutenden Meistern der Zeit, wie Benedetto da Maiano, Antonio Bonvicino, Matteo Civitali, Donatello, Jacopo della Quercia, Francesco Laurana, Francesco di Giorgio, Mino da Fiesole, Nanni di Bartolo, Antonio Pollaiuolo, Luca und Andrea Della Robbia, Antonio Rossellino, Desiderio da Settignano, Giovanni Tedesco und Andrea del Verrocchio. Weniger reichhaltig ist der Bestand der nachfolgenden Künstlergenerationen, die aber mit bedeutenden Werken von Künstlern wie Baccio Bandinelli, Pietro und Gian Lorenzo Bernini, Simone Bianco, Giovanni Bologna, Andrea Briosco, Antonio Canova, Daniele da Volterra, Jacopo da Pontormo, Jacopo Sansovino, Antonio Susini (1572–1624) und Alessandro Vittoria präsentiert werden kann.

#### Spanische und portugiesische Bildwerke
Die zahlenmäßig kleinste Abteilung der Skulpturensammlung umfasst Werke vom 14. bis zum 18. Jahrhundert und enthält neben Werken von namentlich heute nicht mehr bekannten Künstlern Werke von Jaume Cascalls, Pedro Roldán, Diego de Siloé, Juan de Valmaseda und Gregorio Pardo Vigarni.

### Presseartikel
- Ein Schatzhaus für Skulptur. In: Tagesspiegel, 16. Oktober 2006, abgerufen am 3. Juni 2018.
- Neil MacGregor: Ein unaufdringlicher Triumph. In: Frankfurter Allgemeine Zeitung, 19. Oktober 2006, abgerufen am 3. Juni 2018.
- Andreas Kilb: Lasst diese Fülle nicht verkümmern. In: Frankfurter Allgemeine Zeitung, 23. August 2012, abgerufen am 3. Juni 2018.